# Isabelle Spaak
Isabelle Spaak (* 1960 in Brüssel) ist eine belgische Romanschriftstellerin und Journalistin. 
Sie war die Tochter des 1981 ermordeten belgischen Diplomaten Fernand Spaak, eines Sohns von Paul-Henri Spaak. Isabelle Spaak verbrachte ihre Kindheit in Brüssel. Als 15-Jährige ging sie in die USA. 
1979 kehrte sie nach Europa zurück und lebte zunächst in Toulouse. 
1981 zog sie nach Paris und studierte Stadtsoziologie in Nanterre und Kunstgeschichte an der Sorbonne. 
Spaak lebt in Frankreich, ist Mutter von zwei Kindern und arbeitet als Reise-Journalistin beim Wochenblatt VSD.
Nach einer 1998 publizierten urbanistischen Arbeit über die französische Hauptstadt publizierte sie zwei autobiografische Romane: 2004 Ça ne se fait pas und 2006 Pas du tout mon genre.
In ihrem ersten Roman verarbeitete sie ein eigenes Familiendrama, das sie als Kind erlebt hatte: Ihre Mutter erschoss ihren Vater mit einem Karabiner und tötete dann sich selbst. Isabelle Spaak blieb als Waisenkind zurück.
In ihrem zweiten Roman behandelt sie das „middle childhood syndrome“.

## Werke
- Ça ne se fait pas, 2004, Editions des Equateurs, ISBN 2-84990-007-9
- Pas du tout mon genre, 2006, Editions des Equateurs, ISBN 2-84990-037-0[1]